# 種山ヶ原

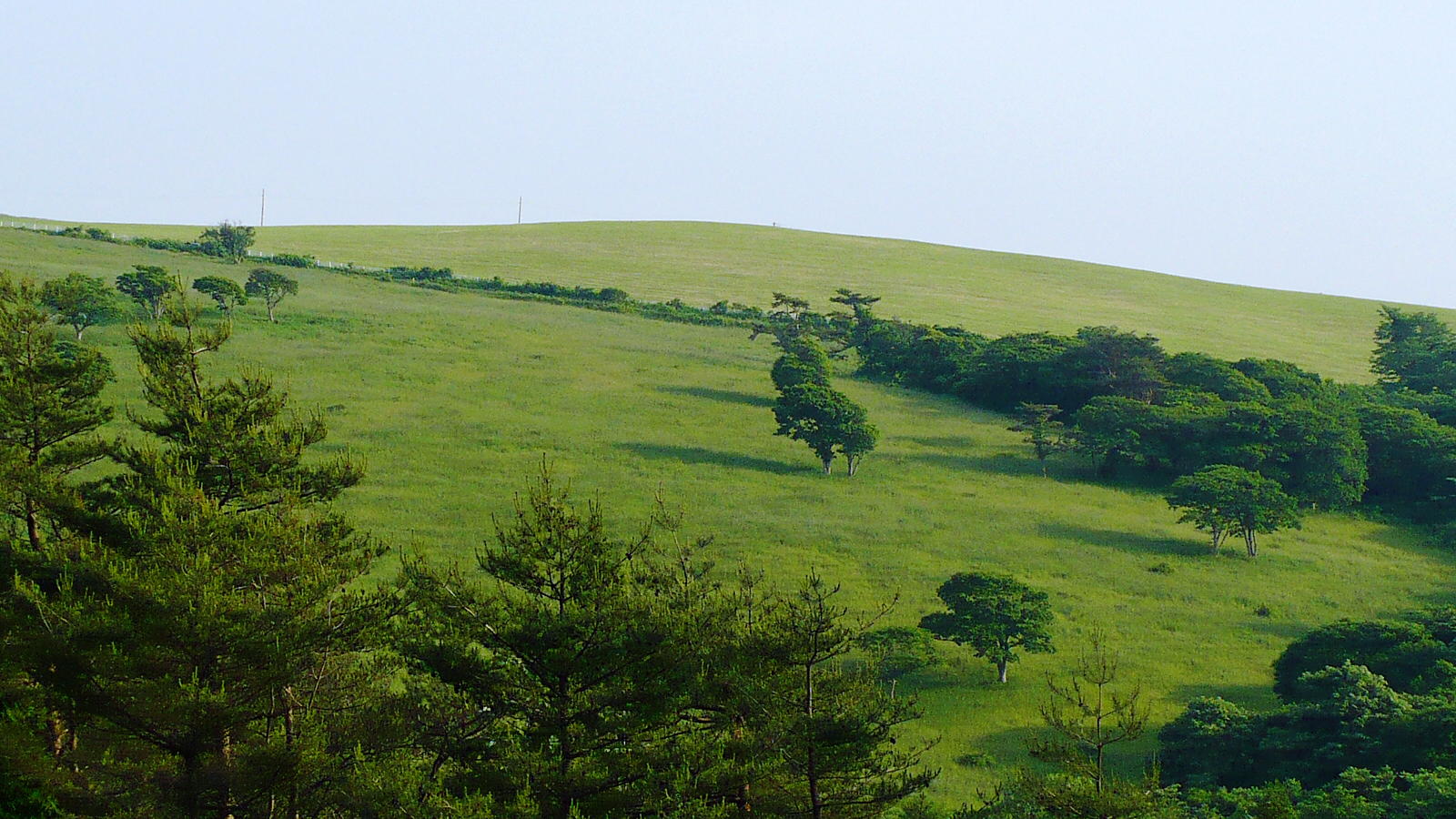
種山ヶ原

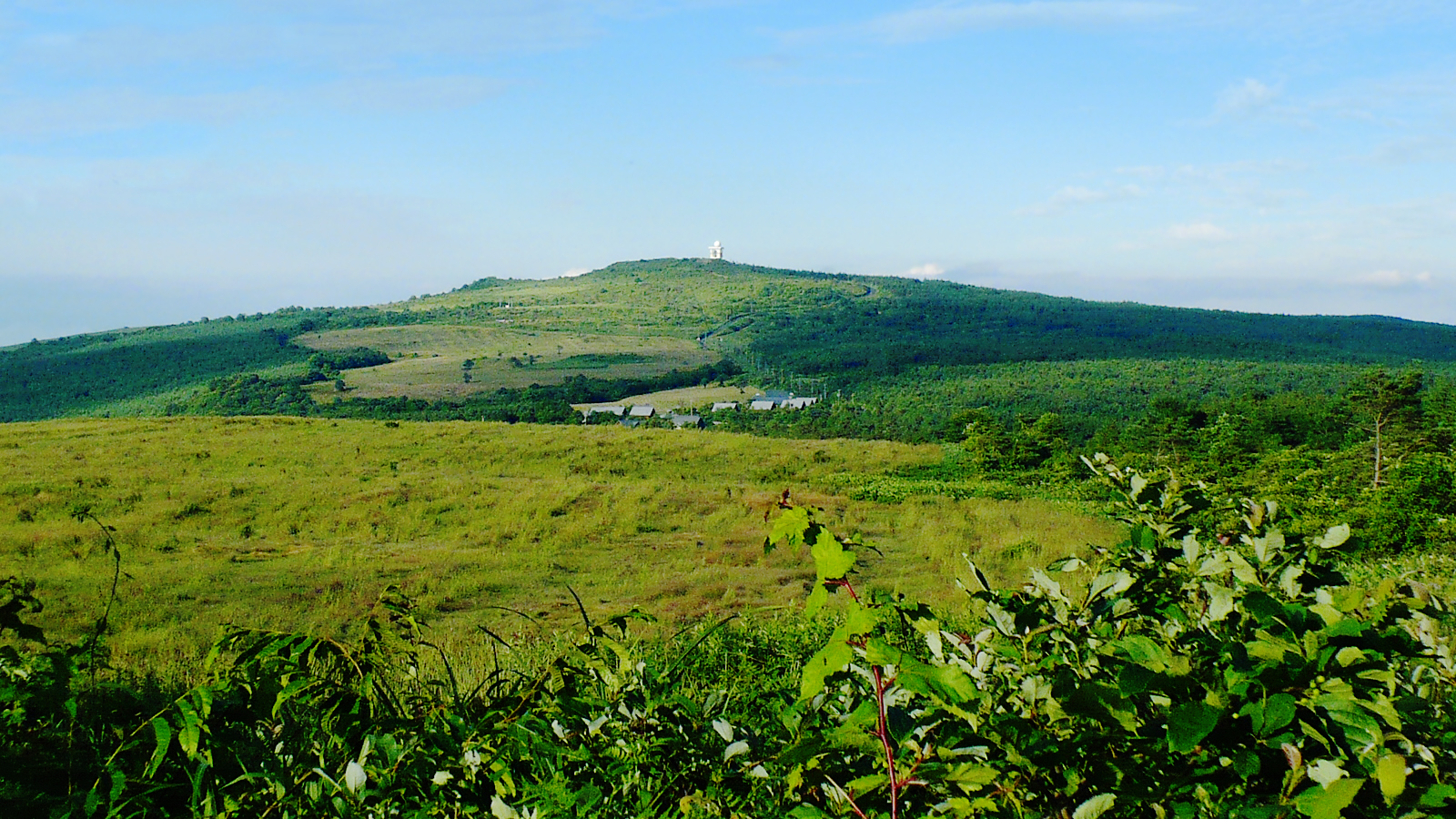
パノラマ

種山ヶ原（たねやまがはら）は、岩手県奥州市、気仙郡住田町、遠野市にまたがる物見山（種山）を頂点とした標高600-870メートルに位置した高原地帯である。北上高地の南西部の東西11キロメートル、南北20キロメートルに及ぶ平原状の山で、物見山・大森山・立石などを総称して別名「種山高原」とも呼ばれている。宮沢賢治ゆかりの景勝地「イーハトーブの風景地 」の一つとして国の名勝に指定されている。
宮沢賢治がこよなく愛した高原として知られる。賢治は種山ヶ原の風景や気象を題材に、童話『風の又三郎』や戯曲『種山ヶ原の夜』、そして多くの詩・短歌を残した。

## 周辺情報
- 種山ヶ原森林公園
- モナドノックス（残丘）
- 遊林ランド種山（入浴施設、レストラン、売店、住田町）
- 種山高原星座の森（入浴施設、レストラン、売店、奥州市江刺）
- 種山ヶ原イベント広場
- 種山高原キャンプ場
- 道の駅種山ヶ原
- 奥州市越路スキー場
- 物見山雨量レーダー基地

## 交通アクセス
定期的な公共交通機関がほぼ皆無のため、自動車（レンタカー・タクシーなど）の利用が望ましい。以下は自動車での所要時間である。
- 東北新幹線 水沢江刺駅から約30分
- 東北自動車道 水沢I.Cより約35分
- 花巻空港から約1時間半